# Khăn choàng oan nghiệt
Buang Sabai (tên tiếng Thái: บ่วงสไบ, tên tiếng Việt: Khăn choàng oan nghiệt) là bộ phim truyền hình Thái Lan với thể loại cổ trang, kinh dị được phát sóng vào năm 2019. Phim phát sóng trên kênh Channel 7 (CH7) với sự tham gia của Wongsakorn Poramathakorn, Atsadaporn Siriwattanakul, Anyarin Terathananpat.

## Nội dung
Putjeep (Green) và Kaew (Tuptim) là hai chị em cùng cha khác mẹ. Putjeep - con gái của Khun Luang Date, người có tất cả mọi thứ mình mong muốn và được nuôi dưỡng bằng tình yêu thương của cả cha lẫn mẹ. Khác với Kaew - đứa trẻ do một nô tì sinh ra, mà Khun Luang từ chối thừa nhận. Kaew không bao giờ quên hình ảnh của Mae Im, mẹ cô bị cha mình đánh đến chết vì những điều mà bà không làm. Cô con gái với một nửa dòng máu bị cho là thấp hèn luôn mang lòng báo thù với quyết tâm một ngày nào đó, mọi thứ sẽ trở thành của cô. Putjeep cuối cùng lựa chọn một người có thân phận thấp kém Nai Ming làm người yêu, còn Luang Thep (New), con trai nuôi của Khun Luang, vừa đi du học trở về, lại muốn lấy Kaew làm vợ. Khun Luang phát hiện ra và từ chối chấp nhận chuyện con gái và con trai nuôi có người yêu mang dòng máu nô lệ. Điều này dẫn đến một cái chết bi thảm trong nhà. Putjeep tự trách mình là nguyên nhân của thảm kịch này nên cô đã tự sát bằng cách treo mình cùng Sabai  dưới gốc cây mộc lan. Tinh thần của cô sẽ bị mắc kẹt và chờ đợi với sự thanh thuần để xóa tan mối hận thù.

## Diễn viên
| Nhân vật chính                               | Diễn viên                  |
| -------------------------------------------- | -------------------------- |
| Luang Thep Suradej (Thep) / Muen Thep / Team | Wongsakorn Poramathakorn   |
| Putjeep / Pikul / Patcha                     | Atsadaporn Siriwattanakul  |
| Kaew                                         | Anyarin Terathananpat      |
| Ming / Muen Ming Muang / Mark                | Khomkrit Duangsuwan        |
| Hem                                          | Atirutt Singhaaumpol       |
| Nhân vật phụ                                 | Diễn viên                  |
| Grandma Mian                                 | Savitree Samipak           |
| Riam                                         | Kanyarat Pongkumpanart     |
| Op                                           | Watsaporn Wattanakoon      |
| Chod                                         | Natthakan Ampornpong       |
| Luang Naruedet                               | Rattatammanoon Srirerk     |
| Khun Yuen                                    | Mantana Himatongkam        |
| Pajerm                                       | Siraprapa Sookdamrong      |
| Thap                                         | Pongsatat Ratanasieranee   |
| Yoo                                          | Chalerm Yamchamang         |
| Chum                                         | Jazz Chuanchuen            |
| Buab                                         | Ratawan Aomtisong          |
| Nang Dee                                     | Hedpoh Chernyim            |
| Eang                                         | Chanita Supapan            |
| Mei                                          | Kamonwan Srivilai          |
| Bun                                          | Phra Buapha                |
| Yod                                          | Jirapat Phanngern          |
| Nhân vật khách mời                           | Diễn viên                  |
| Luang Date                                   | Kanin Puttamanunt          |
| Luang Poo                                    | Yodchay Meksuwan           |
| Sumparertsuk (Ba Hem)                        | Phutharit Prombandal       |
| Mae Im (mẹ Kaew)                             | Kochakorn Nimakorn         |
| Luang Ard                                    | Rachawat Klipngern         |
| Khun Yoi                                     | Yonwiriya Wattanaphanuras  |
| Putjeep (nhỏ)                                | Korranid Laosubinprasoet   |
| Mali                                         | Rungrada Runglikitjarearn  |
| Thep (nhỏ)                                   | Kantapong Luengcharoenkit  |
| Kaew (nhỏ)                                   | Chananya Lertwatanamongkol |

## Ca khúc nhạc phim
- บ่วงสไบ / Buang Sapai - Sarin Boonchuay